# Орр, Тим
Тим Орр (англ. Tim Orr; род. 1968, Северная Каролина) — американский кинооператор.

## Биография
Родился в 1968 году в Северной Каролине. Учился в Аппалачском государственном университете и в школе искусств Северной Каролины. В 1998 году после окончания обучения в школе искусств дебютировал в качестве кинооператора в короткометражной ленте «Прачечная». Следующей работой Тима Орра стал фильм 2000 года «Джордж Вашингтон» за который он получил приз лучшему кинооператору на Международном кинофестивале в Стокгольме а также был номинирован на «премию „Независимый дух“ за лучшую операторскую работу». В 2008 году был номинирован на премию «Спутник» за лучшую операторскую работу в фильме «Снежные ангелы». Регулярно работает с режиссёром Дэвидом Гордоном Грином.

## Избранная фильмография
- 2000 — Джордж Вашингтон / George Washington (реж. Дэвид Гордон Грин)
- 2002 — Юность Виктора Варгаса / Raising Victor Vargas (реж. Питер Соллетт)
- 2003 — Все настоящие девушки / All the Real Girls (реж. Дэвид Гордон Грин)
- 2004 — Вымышленные герои / Imaginary Heroes (реж. Дэн Харрис)
- 2004 — Подводное течение / Undertow (реж. Дэвид Гордон Грин)
- 2005 — Бакстер / The Baxter (реж. Майкл Шоуолтер)
- 2005 — Маленький Манхэттен / Little Manhattan (реж. Марк Левин)
- 2006 — Доверься мужчине / Trust the Man (реж. Барт Фрейндлих)
- 2006 — Приходи пораньше / Come Early Morning (реж. Джой Лорен Адамс)
- 2007 — Год собаки / Year of the Dog (реж. Майк Уайт)
- 2007 — Снежные ангелы / Snow Angels (реж. Дэвид Гордон Грин)
- 2008 — Ананасовый экспресс: Сижу, курю / Pineapple Express (реж. Дэвид Гордон Грин)
- 2008 — Удушье / Choke (реж. Кларк Грегг)
- 2008 — Сексдрайв / Sex Drive (реж. Шон Андерс)
- 2009 — Типа крутой охранник / Observe and Report (реж. Джоди Хилл)
- 2011 — Храбрые перцем / Your Highness (реж. Дэвид Гордон Грин)
- 2011 — Нянь / The Sitter (реж. Дэвид Гордон Грин)
- 2011 — Бульвар спасения / Salvation Boulevard (реж. Джордж Рэтлифф)
- 2012 — Ищу друга на конец света / Seeking a Friend for the End of the World (реж. Лорин Скафария)
- 2012 — Застрял в любви / Stuck in Love (реж. Джош Бун)
- 2013 — Джо / Joe (реж. Дэвид Гордон Грин)
- 2013 — Властелин разметки / Prince Avalanche (реж. Дэвид Гордон Грин)
- 2014 — Манглхорн / Manglehorn (реж. Дэвид Гордон Грин)
- 2014 — Цимбелин / Cymbeline (реж. Майкл Алмерейда)
- 2015 — Z — значит Захария / Z for Zachariah (реж. Крэйг Зобел)
- 2015 — Наш бренд — кризис / Our Brand Is Crisis (реж. Дэвид Гордон Грин)
- 2018 — Во всё тяжкое / The Professor (реж. Уэйн Робертс)